# San Joaquín (métro de Mexico)
San Joaquín est une station de la Ligne 7 du métro de Mexico, située à l'ouest de Mexico, dans la délégation Miguel Hidalgo

## La station
La station ouverte en 1984, fait partie de la première section de la ligne 7 (Tacuba-Auditorio).
Elle est située au nord-ouest de la ville, près de l'Avenue Rio San Joaquin. L'image de la station représente la silhouette d'un des piliers du viaduc ferroviaire Rio San Joaquin.